# Luka Bukić
Luka Bukić, född 20 april 1994 i Zagreb, är en kroatisk vattenpolospelare.
Bukić tog VM-brons i samband med världsmästerskapen i simsport 2013 i Barcelonaoch VM-silver i samband med världsmästerskapen i simsport 2015 i Kazan.
Bukić är son till vattenpolospelaren Perica Bukić.